# Яблуневий сад (фільм)
«Яблуневий сад» — фільм 1985 року.

## Зміст
Дія відбувається в невеликому містечку Вірменії на початку ХХ століття. У Мартина померла дружина. Єдина його відрада – це яблуневий сад і доньки. У помічниці він наймає собі жінку на ім'я Нунуфар. З часом він закохується в неї і збирається одружитися. Цей факт викликає бурю гніву у його доньок. Одна з них випадково вбиває вагітну Нунуфар. Мартин впадає у чорну тугу, але врешті-решт приймає все як є заради щастя дітей та онуків.